# (3049) Kuzbass
(3049) Kuzbass – planetoida z pasa głównego asteroid okrążająca Słońce w ciągu 5,5 lat w średniej odległości 3,12 j.a. Odkryła ją Tamara Smirnowa 28 marca 1968 roku w Krymskim Obserwatorium Astrofizycznym w Naucznym. Nazwa planetoidy pochodzi od Kuźnieckiego Zagłębia Węglowego – jednego z najbogatszych złóż węgla kamiennego w Rosji i na świecie.